# Wir schaffen das

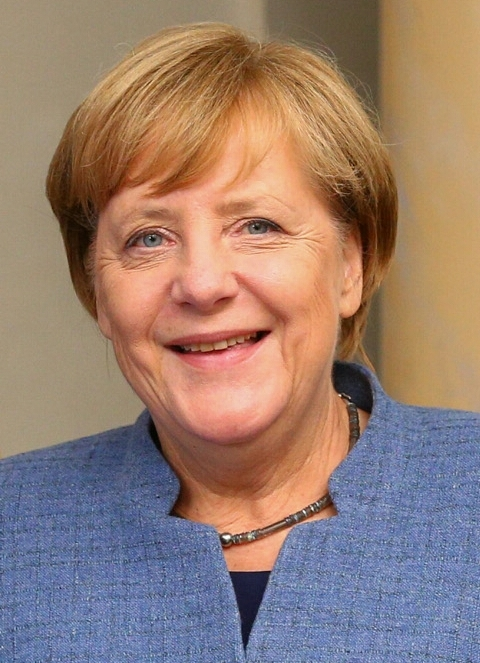
Angela Merkel, chancelière allemande, qui prononça cette phrase.

„Wir schaffen das!“, « Nous y arriverons ! » est une phrase prononcée par Angela Merkel le 31 août 2015 au sujet de l'intégration des réfugiés en Allemagne durant la crise migratoire en Europe, comme slogan de sa politique d'accueil.
Symbole de l'« ouverture » du pays (la Willkommenskultur ou « culture de l'accueil »), cette phrase met finalement en difficulté la chancelière, Merkel la répétant à plusieurs reprises alors même que les Allemands réalisent le défi que représente l'intégration des réfugiés. Des cogniticiens germanophones soulignent l’ambiguïté et la polysémie de la phrase, qui peut facilement être reprise de manière négative, ce qui oblige le ministre de l'Intérieur Thomas de Maizière à préciser : « personne ne dit que cela se fera sans sueur ».
Le 17 septembre 2016, Merkel explique que « c’est devenu une formule creuse. […] On a mis trop de choses dedans », et elle dit ne plus vouloir l'utiliser aussi souvent,.